# 铅直丛
在数学微分几何领域，一个光滑纤维丛的铅直丛（vertical bundle）是切丛的一个子丛，由所有和纤维相切的向量组成。更具体地，如果 π:E→M 是一个光滑流形 M 上一个光滑纤维丛，设 e ∈ E 满足 π(e)=x ∈ M，则在 e 处的铅直空间（vertical space） VeE 是纤维 Ex 包含 e 的切空间 Te(Ex)。这就是， VeE  =  Te(Eπ(e))。从而铅直空间是 TeE 的一个子空间，所有铅直空间的并是 TE 的一个子丛 VE，这便是 E 的铅直丛。
铅直丛是微分 dπ:TE→π-1TM 的核，这里 π-1TM 是拉回丛；用符号表示，VeE=ker(dπe)。因为 dπe 在每一点 e 是满射，它得出了商丛 TE/VE 与拉回 π-1TM 的一个典范等价。
E 上一个埃雷斯曼联络是选取 VE 在 TE 中的一个补子丛，称为这个联络的水平丛（horizontal bundle）。

## 例子
光滑纤维丛一个简单的例子是两个流形的笛卡儿积。考虑丛 B1 := (M × N,  pr1) 带有丛投影 pr1 : M × N → M : (x, y) → x。则铅直丛便是 VB1 = M × TN，这是 T(M×N) 的一个子丛。如果我们取另一个投影 pr2 : M × N → N : (x, y) → y 来定义纤维丛 B2 := (M × N,  pr2) 则铅直丛将为 VB2 = TM × N。
在这两种情形，乘积结构给出了水平丛的自然选取，导致一个埃雷斯曼联络：B1 的水平丛是 B2 的铅直丛，反之亦然。